# Thomas Schwaetzer
Thomas Schwaetzer (auch Tomi Schwaetzer, Pseudonym: Max Watts, geboren als Thomas Schwätzer) (* 13. Juni 1928 in Wien; † 23. November 2010 in Sydney) war ein Journalist und Aktivist, der sich für Resistance Inside the Army (RITA-ACT) engagierte.

## Leben
In Paris studierte Thomas Schwaetzer Geophysik und erwarb mit der Dissertation La Géophysique au service de l'industrie charbonnière (ca. 1967) seinen Bachelor of Arts.
In dieser Zeit nahm er den Namen Max Watts an. Nachdem die De Gaulle-Regierung den Vietnamkrieg kritisiert hatte, organisierte er für nach Amsterdam desertierte GIs mit den Provos Fluchtrouten (Untergrund-Bahn genannt) nach Frankreich, ab Oktober 1967 auch nach Schweden. Der aus Westdeutschland nach Paris geflohene U.S. Soldat Richard (Dick) Perrin (* 1948) gründete in Paris zusammen mit anderen Deserteuren die Organisation RITA.
In Heidelberg arbeitete er danach mit June (Mary-Jo) van Ingen (geschiedene Leibowitz) zusammen, mit der er bereits in Paris die Unterstützung für die amerikanischen Deserteure organisiert hatte. Er vertrat den Pressedienst Liberation News Service in Deutschland, wo er unter heimlicher Überwachung durch einen Nachrichtendienst des US-Militärs stand. Als ihm 1973 ein GI durchsickern ließ, dass jener sein Telefon abhören ließe, resultierte daraus ein Presserummel.
1981 emigrierte er nach Australien.

1997 engagierte er sich in der Sandline-Affäre.

## Veröffentlichungen
- Max Watts: Modern forms of resistance inside the armies. RITA. CASMO, Lisbon 1992, OCLC 943954788 (18 S.).
- Max Watts, David Harris: US-Army-Europe. Von der Desertion zum Widerstand in der Kaserne oder wie die U-Bahn zur RITA fuhr. H. Kater, Berlin 1989, ISBN 3-927170-01-1 (108 S.).
- David Cortright, Max Watts: Left face. Soldier unions and resistance movements in modern armies (= Contributions in military studies. Nr. 107). Greenwood Press, New York u. a. 1991, OCLC 1416239014 (282 S.; eingeschränkte Vorschau – Internet Archive; Inhaltstext in der Google-Buchsuche).